# Brachyptera graeca
Brachyptera graeca är en bäcksländeart som beskrevs av Berthélemy 1971. Brachyptera graeca ingår i släktet Brachyptera och familjen vingbandbäcksländor. Inga underarter finns listade i Catalogue of Life.